# W-Dreej

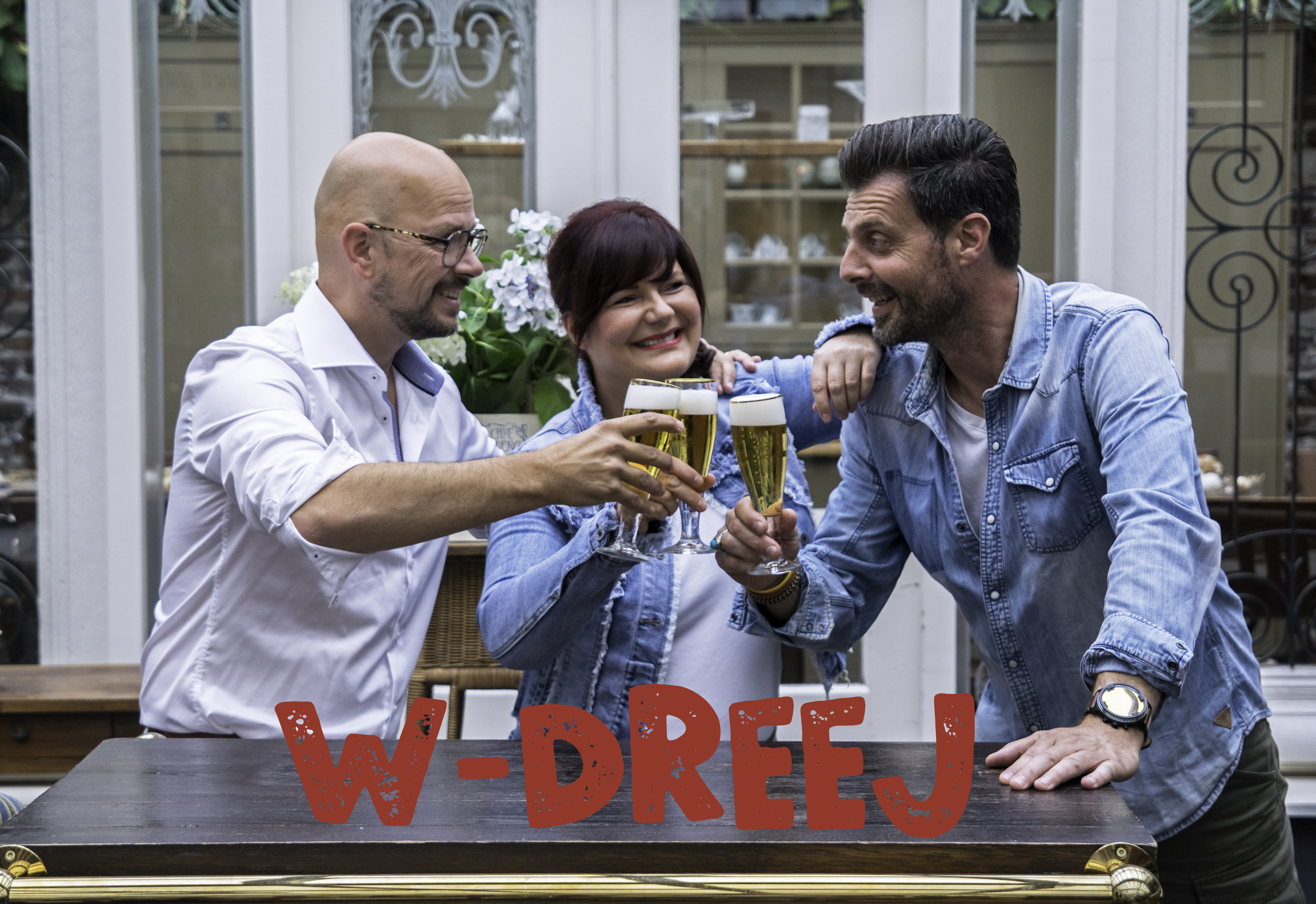
W-Dreej in de nieuwe samenstelling (2021)

W-Dreej is een carnavalszanggroep uit Venlo in de Nederlandse provincie Limburg.

## Geschiedenis
W-Dreej won drie keer achter elkaar het Limburgs Vastelaovesleedjes Konkoer, een wedstrijd voor het beste Limburgse carnavalsliedje: in 2010 wonnen zij met het liedje Vandaag!, in 2011 met Kôm 's kiéke beej ôs! (Kom eens kijken bij ons!) en in 2012 met Doot 's gek (Doe eens gek).
Op 23 augustus 2017 kondigde de groep aan dat ze zouden stoppen. Het trio Hay Wilders, Christel van Rijn en Quinn Warmerdam viel uiteen doordat die laatste twee zich volledig gingen richten op een zangcarrière. Na vier jaar onder de naam zangduo Christel en Quinn te hebben gezongen, pakten deze beide artiesten in juli 2021 de W-Dreej-formule weer op en gingen ze verder met Rogée Verdellen.

## Discografie

### Albums
| Album met eventuele hitnotering(en) in de Nederlandse Album Top 100 | Datum van verschijnen | Datum van binnenkomst | Hoogste positie | Aantal weken | Opmerkingen |
| ------------------------------------------------------------------- | --------------------- | --------------------- | --------------- | ------------ | ----------- |
| Höf de glazer mit W-Dreej                                           | 2003                  | -                     |                 |              |             |
| Ônderwaeg                                                           | 2006                  | -                     |                 |              |             |
| Dreije!                                                             | 2007                  | -                     |                 |              |             |
| Vandaag!                                                            | 2011                  | 26-02-2011            | 45              | 2            |             |
| Hald óg vas!                                                        | 2013                  | -                     |                 |              |             |
| Laeve de 3                                                          | 2016                  | -                     |                 |              |             |

### Singles
| Single met eventuele hitnotering(en) in de Nederlandse Top 40 | Datum van verschijnen | Datum van binnenkomst | Hoogste positie | Aantal weken | Opmerkingen |
| ------------------------------------------------------------- | --------------------- | --------------------- | --------------- | ------------ | ----------- |
| Höf de glazer in de lôch                                      | 2002                  | -                     |                 |              |             |
| Sieske                                                        | 2006                  | -                     |                 |              |             |
| As 't aovend is                                               | 2006                  | -                     |                 |              |             |
| Witse wie?                                                    | 2007                  | -                     |                 |              |             |
| Weej halde van alles                                          | 2009                  | -                     |                 |              |             |
| Vandaag!                                                      | 2010                  | -                     |                 |              |             |
| Kôm ’s kiéke beej ôs                                          | 2011                  | -                     |                 |              |             |
| Doot 's gek                                                   | 2012                  | -                     |                 |              |             |
| In 't land van de Maasvallei                                  | 2013                  | -                     |                 |              |             |
| Zing dans en drink                                            | 2014                  | -                     |                 |              |             |
| Hiélemaol los!                                                | 2015                  | -                     |                 |              |             |
| As vastelaovend neet bestónd                                  | 2016                  | -                     |                 |              |             |
| Weej dreije door                                              | 2017                  | -                     |                 |              |             |
| Det heb ik auk                                                | 2021                  | -                     |                 |              |             |
| Höf de glazer (remix)                                         | 2022                  | -                     |                 |              |             |
| Waat klink det good                                           | 2022                  | -                     |                 |              |             |